# Pelé (film)
A Pelé (eredeti cím: Pelé: Birth of a Legend) 2016-ban bemutatott amerikai film. Michael Zimbalist és Jeff Zimbalist rendezésében. A forgatókönyvet Jeff Zimbalist írta.
Az Egyesült Államokban 2016. április 23-án mutatták be, Magyarországon 2016. május 26-án.
A film Pelé életéről szól, aki a mozi egyik producere volt és akit Kevin de Paula alakít a filmben.

## Cselekmény
Brazíliában nemzeti gyász van, mert a labdarúgó válogatott elvesztette a legutóbbi világbajnoki döntőt. Az emberek szomorúak, a labdarúgó szövetség pedig nagy változtatásokat vezet be. Át akarnak állni az európai focira, taktikusan akarnak játszani, de Brazília eddig nem erről volt híres. Szép cseleket mutattak be, játszották a focit, de éppen ezeket az elemeket akarják megváltoztatni, klubszinten és válogatott szinten is.
A kis Pelé imádja a focit, de az anyja nem akarja, hogy játsszon, inkább magával viszi takarítani. Az egyik házban szóba elegyedik a gazdag fiúkkal, és rosszul mondja az egyik brazil kapus nevét, innentől fogva Pelének csúfolják őt. Aztán mégis elmegy egy ifjúsági labdarúgó bajnokságra, de cipőre nincs pénze, ezért mezítláb játszik, amiért ismét kinevetik. Viszont eljut a csapatával a döntőig, de azt elveszítik. Azonban egy játékos megfigyelő meglátja benne a tehetséget, de ekkor még az anyja miatt nem tud elmenni focizni.
Pelé apja is focista volt, de egy sérülés miatt derékba tört a karrierje. Most együtt járnak dolgozni, szabadidejükben pedig fociznak, gyümölcsökkel és bármivel, ami a kezük ügyébe kerül. Eközben Pelé anyjának megenyhül a szíve, és elhívja a játékos megfigyelőt, aki most már magával viszi a Santos nevű labdarúgó klubhoz. De Pelé nehezen illeszkedik be, úgy érzi, hogy az ő stílusa nem passzol ehhez az új brazil felfogáshoz, ő jobban szereti a cseleket, mint a taktikát. Aztán az edzője látja, hogy mire képes, ezért megengedi neki a cseleket. Pelé hamar a Santos sztárja lesz, a válogatottba is meghívót kap, a következő világbajnokságra is elmegy, ahol beírja magát a labdarúgás történelmébe.

## Szereplők
| Szereplő | Színész                           | Magyar hang            |
| --- | --------------------------------- | ---------------------- |
| Pelé 15-17 évesen | Kevin de Paula                    | Ungvári Gergely        |
| Pelé 10 évesen | Leonardo Lima Carvalho            | Nagy Gereben           |
| Pelé | Pelé                              | Barbinek Péter         |
| Dondinho | Seu Jorge                         | Kálid Artúr            |
| Celeste | Mariana Nunes                     | Náray Erika            |
| Vicente Feola | Vincent D’Onofrio                 | Szabó Sipos Barnabás   |
| Waldemar de Brito | Milton Gonçalves                  | Kertész Péter          |
| José Altafini 20 évesen | Diego Boneta                      | Fehér Tibor            |
| José Altafini 14 évesen | Raphael Benicio Thomé             | Ducsai Ábel            |
| George Raynor | Colm Meaney                       | Csuja Imre             |
| Garrincha | Felipe Simas                      | Szatory Dávid          |
| Zito | Fernando Caruso                   | Kisfalusi Lehel        |
| Brazil kommentátor | Rodrigo Santoro                   | Welker Gábor           |
| Thiago 9 évesen | Nathan Alves Rosseto              | Gergely Attila         |
| Yuri 10 évesen | Rafael Henrique De Souza Reuther  | Ács Balázs             |
| Yuri 15-17 évesen | Icaro Amado                       | Berkes Bence           |
| Zoca 6 évesen | Theo Rodrigues Coelho Lima        | Pál Dániel Máté        |
| Zoca 11-13 évesen | Gabriel Vinicius Reis De Oliveira | Straub Norbert         |
| Maria 4-6 évesen | Carey Strella                     | Stern Hanna            |
| Vavá | Guilherme Martins                 | Horváth-Töreki Gergely |
| Carlos José Castilho | Arthur Macedo                     | Sörös Miklós           |
| Mauro Ramos | Mailson Moura                     | Renácz Zoltán          |
| Didi | Milson Ferreira                   | Seder Gábor            |
| Fofinho 17 évesen | Gustavo Mascarenhas Ribas         | Bauer Gergő            |
| Mario Americo | Sergio Menezes                    | Horváth Illés          |
| Dr. Gosling | Charles Myara                     | Imre István            |
| Lennart Skoglund | Raffaele Casuccio                 | Jéger Zsombor          |
| Djalma Santos | Fabiano Bandeira                  | Nagy Dániel Viktor     |
| További magyar hangok |                                   |                        |
| Béli Titanilla, Bogdán Gergő, Boldog Gábor, Bordás János, Császár András, Csiby Gergely, Fehér Péter, Fehérváry Márton, Forgács Gábor, Formán Bálint, Háda János, Hannus Zoltán, Kapácsy Miklós, Katona Zoltán, Kis-Kovács Luca, Lipcsey-Colini Borbála, Pásztor Tibor, Prukner Barna, Prukner Mátyás, Pupos Tímea, Sarádi Zsolt, Suhajda Dániel, Turi Bálint, Vári Attila |                                   |                        |